# At the Heart of Winter
At the Heart of Winter — пятый альбом норвежской блэк-метал-группы Immortal, вышедший в 1999 году, первый альбом, на котором Demonaz не смог играть на гитаре из-за воспаления сухожилий (тендинита) на руках.

## Об альбоме
At the Heart of Winter первый альбом, на обложке которого отсутствует фото участников группы, вместо которого на обложке размещена работа художника Жана Паскаля Фурнье. Впрочем, CD издание в боксе оформлено более привычной фотографией Аббата. Бросается в глаза и обновлённый логотип группы.
Помимо стандартного CD издания (в обычной упаковке, а также в картонном боксе тиражом 10 тысяч копий), Osmose Productions выпустили альбом на LP (1500 копий, переиздано в 2005 в gatefold обложке тиражом 1000 копий) и Picture LP (800 копий), а также крайне ограниченным тиражом в металлическом боксе.
На некоторых копиях CD-издания присутствует опечатка в названии альбома: At the Heat of Winter.

## Отзывы критиков
Альбом занял 3 место в списке «20 лучших альбомов 1999 года» и 35 место в списке «200 лучших альбомов всех времён» по версии портала Metal Storm.

## Список композиций
Все тексты написаны Demonaz, вся музыка написана Abbath, аранжировка Abbath & Horgh.
| №                   | Название                            | Длительность |
| ------------------- | ----------------------------------- | ------------ |
| 1.                  | «Withstand the Fall of Time»        | 8:31         |
| 2.                  | «Solarfall»                         | 6:04         |
| 3.                  | «Tragedies Blows at Horizon»        | 8:57         |
| 4.                  | «Where Dark and Light Don’t Differ» | 6:47         |
| 5.                  | «At the Heart of Winter»            | 8:02         |
| 6.                  | «Years of Silent Sorrow»            | 7:53         |
| Общая длительность: | Общая длительность:                 | 46:14        |

## Участники записи
- Abbath — гитара, бас, синтезатор, вокал
- Horgh — ударные
- Demonaz — тексты песен